# William McMahon
William McMahon (23. února 1908 – 31. března 1988) byl australský politik a dvacátý předseda vlády Austrálie.

## Život
Vystudoval právo na univerzitě v Sydney. Potom pracoval jako právník. V roce 1940 vstoupil do armády, ale vzhledem na problémy se sluchem nebyl na frontě. Po 2. světové válce cestoval po Evropě a vystudoval ekonomii.
Od roku 1949 byl poslancem parlamentu, ve vládě Roberta Menziesa byl ministrem vojenského námořnictví. Ministrem s různými pravomocemi byl nepřetržitě 20 let, což je australský rekord. Ve vládě Harolda Holta se stal ministrem financí (druhý nejdůležitější vládní post) a po zmizení Holta se předpokládalo, že ho automaticky nahradí. Koaliční partneři však nechtěli být ve vládě, kterou by McMahon vedl a premiérem se stal John Gorton. Gorton rezignoval v březnu roku 1971, se McMahon konečně stal předsedou vlády.
McMahon se za časů své vlády potýkal s odporem vůči vojně ve Vietnamu a povinné vojenské službě, přičemž jeho labouristický oponent Gough Whitlam prosazoval ukončení australské intervencie a zrušení povinné vojenské služby. McMahon kritizoval Whitlamov postoj na mezinárodním úznání Čínské lidové republiky, ale ustoupil, když americký prezident Richard Nixon oznámil, že Čínu oficiálně navštíví.
McMahon nebyl populární ani mezi členy vlastní liberální strany a voliči. V prosinci roku 1972 prohrál ve volbách proti Whitlamovi. Po roce 1974 skončil s aktivní politikou. V roce 1977 byl pasováný do rytířského stavu.
McMahon se oženil až roku 1965 ve věku 57 let. Měl 3 děti.